# Шаванн, Йозеф
Йозеф Шаванн (нем. Joseph Chavanne; 1846—1902) — австрийский географ, метеоролог и путешественник.

## Биография
Йозеф Шаванн родился 7 июля 1846 года в Штирии в городе Граце.
Йозеф Шаванн в 1867 году отправился в длительное путешествие в ходе которого с исследовательской целью посетил Соединенные Штаты Америки, Вест-Индию, Мексику и Северную Африку.
С 1875 года редактировал издаваемые в столице Австрии «Mitteilungen der Geographischen Gesellschaft».
В 1884 году выполнял, по поручению Брюссельского географического института, топографические работы в области Конго, результатом которых явилась карта реки Конго от устьев до Бомы и всего побережья к северу до Ландоны.
Им было издано немало важных научных трудов, помимо того, Шаванн редактировал 7-е издание «Allgemeine Erdbeschreibung» Адриано Бальби (Вена, 1882—84).
Йозеф Шаванн скончался 7 декабря 1902 года в городе Буэнос-Айресе (Аргентина).
Именем Шаванна назван мыс в Антарктиде.

## Избранная библиография
- «Die Temperaturverhältnisse v. Oesterreich-Ungarn dargestellt durch Isotermen» (1871);
- «Beiträge zur Klimatologie v. Oesterreich-Ungarn» (1872);
- «Die Sahara» (1878);
- «Afghanistan» (1879);
- «Afrikas Ströme und Flüsse» (1883);

- "Jan Mayen und die österreichische arktische Beobachtungsstation: Geschichte und vorläufige Ergebnisse derselben. Nach den Aufzeichnungen und Berichten des Leiters Linienschiffslieutenant E. von Wohlgemuth. Mit 6 Illustr. und einer Karte. A. Hartleben, Wien 1884.

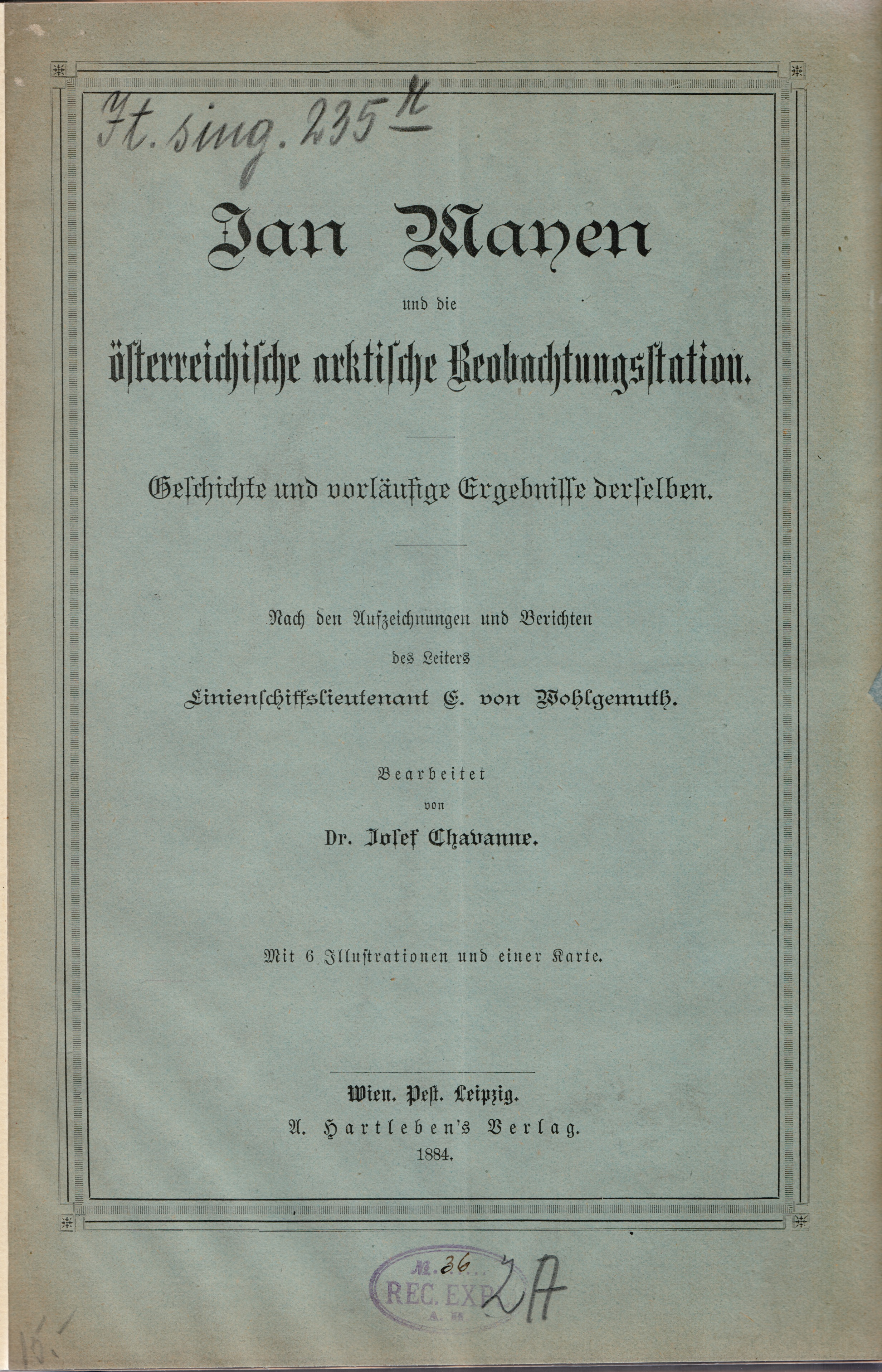
Buchdeckel
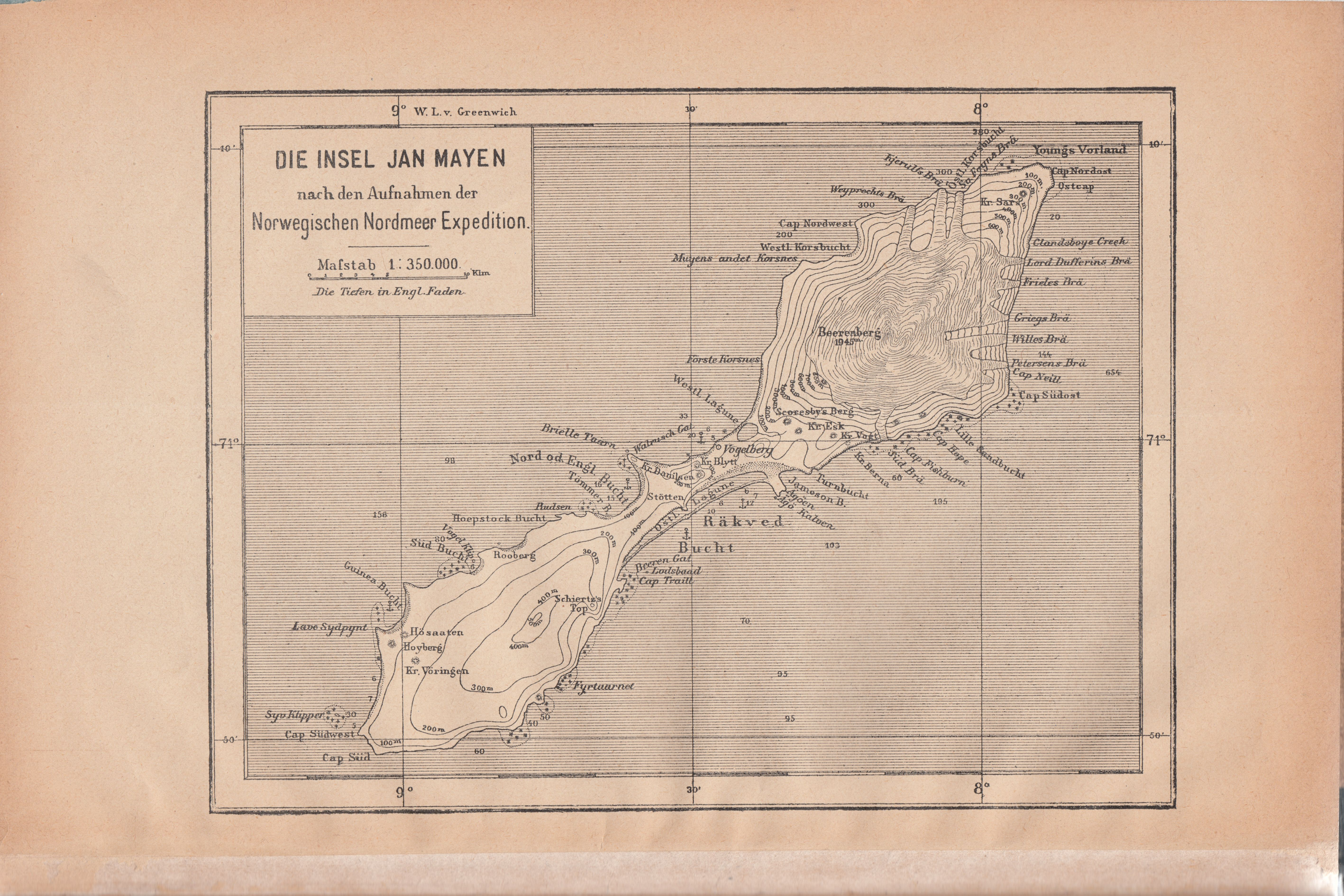
Karte von Jan Mayen
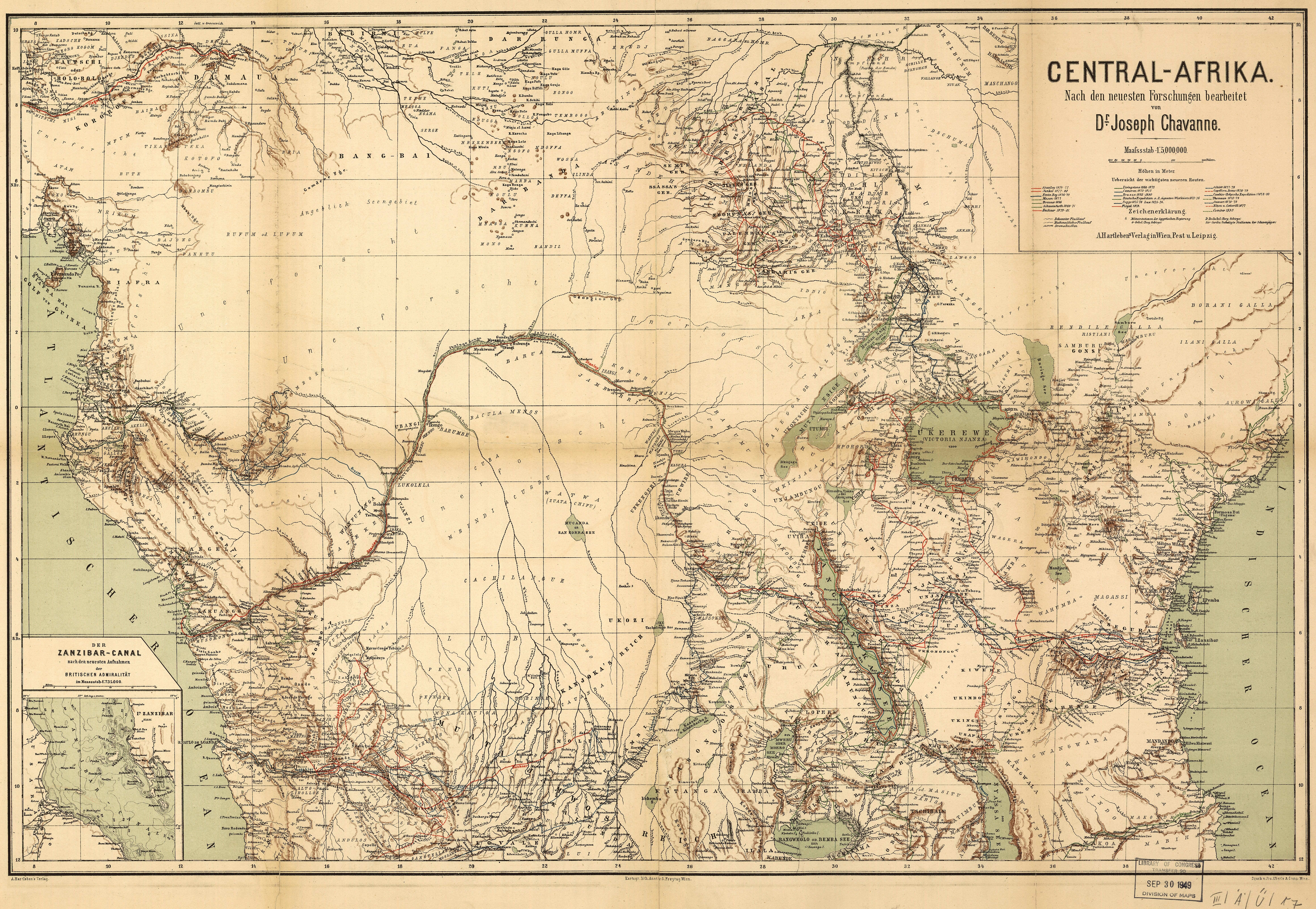
Central-Afrika

- «Reisen und Forschungen im alten u. neuen Kongostaat in d. Jahr 1884 und 1885» (Йена, 1887);
- «Physik.-statist. Handatlas v. Oesterreich-Ungarn» (Вена, 1884—87) и др.